# Siberia Airport
Siberia Airport är en flygplats i Chile.   Den ligger i provinsen Provincia de Ñuble och regionen Región del Biobío, i den södra delen av landet, 400 km söder om huvudstaden Santiago de Chile. Siberia Airport ligger 241 meter över havet.
Terrängen runt Siberia Airport är platt. Runt Siberia Airport är det ganska tätbefolkat, med 70 invånare per kvadratkilometer..
I omgivningarna runt Siberia Airport växer i huvudsak städsegrön lövskog.